# Macropsis ilandagicus
Macropsis ilandagicus är en insektsart som beskrevs av Logvinenko 1981. Macropsis ilandagicus ingår i släktet Macropsis och familjen dvärgstritar. Inga underarter finns listade i Catalogue of Life.